# Baños terapéuticos
Se llaman baños terapéuticos los que se usan en el estado de enfermedad para que por la temperatura y humedad que llevan en sí influyan como medio curativo en el restablecimiento de la salud.
La circunstancia más digna de llamar la atención al tratar de los efectos que se pueden experimentar por la acción del baño es la que se refiere a la temperatura, mejor dicho, a la sensación que se experimenta al poner en contacto nuestra piel con el agua, sensación que es relativa y varía en cada individuo como se deja conocer y también según que el agua esté tranquila o se renueve con facilidad y de aquí la división termométrica que se ha hecho de los baños en calientes, templados, frescos o fríos llamando calientes o fríos según que hagan experimentar la sensación de frío o de calor y así por este estilo se ha convenido en llamar comúnmente baños fríos a aquellos cuya temperatura del agua es menor de 16°; fresco, cuando es de 16 a 20°; templado, si es de 20° a 24° y calientes, si más de 28°. También se dividen en generales, que son aquellos en que se sumerge todo el cuerpo menos la cabeza y parciales cuando solo se efectúa un punto dado del cuerpo.

## Baños frescos y fríos
El baño fresco y el frío ocasionan una contracción espasmódica en la piel que se conoce con la expresión de piel de gallina, siguen algunos movimientos espasmódicos, la respiración al principio es penosa, frecuente y corta regularizándose después. El pulso primero late precipitadamente y luego con lentitud y pausa; la piel se pone amoratada y después pálida, por refluir la sangre. A veces, sobrevienen calambres y se disminuyen las propiedades vitales de la piel, se pierde la armonía orgánica que existe entre la circulación cutánea y la de las partes internas debilitándose considerablemente la energía de la absorción y exhalación.
Pasado algún tiempo y conforme con el principio de que a toda acción sucede la reacción, se presenta ésta y el sujeto siente un agradable calor cutáneo, mayor agilidad y vigor, el apetito se aumenta, la digestión se hace bien y con prontitud y en una palabra, toda la economía participa de los efectos tónicos y a veces astringentes de esta reacción. Tales son, pues, los efectos secundarios o terapéuticos de estos baños cuando su duración no excede de diez minutos pues si se prolonga mucho más allá, dicho agente se convierte en depresor de la vitalidad agotando las fuerzas de reacción.
Conviene advertir que la reacción es tanto más pronta y considerable cuanto menor sea la temperatura del agua por cuyo motivo no se someterá ninguno a la impresión de un baño frío con la misma impunidad que a la de uno fresco sino después de haber oído los preceptos del médico facultativo.

## Baños templados
Los baños templados son los que se usan más generalmente pues la temperatura de 20° a 25° es la más a propósito para los baños de aseo y para todas las indisposiciones leves y pasajeras. Los efectos primitivos se refieren especialmente a la disminución de los movimientos circulatorios y de la respiración pues al tiempo de la inmersión se experimenta un calor suave y agradable que se extiende a toda la superficie de la piel y aun a los órganos interiores. La piel se pone flexible, se aumenta por algún tiempo su sensibilidad por cuya razón conviene entonces preservarla cuidando solamente del aire frío. Los latidos del corazón y el movimiento circulatorio se retardan y sobreviene un estado de calma que con facilidad producirá el sueño pero también facilita el que algunas funciones adquieran mayor actividad y así es que la transpiración y absorción cutáneas y la secreción de la orina se hallan aumentadas de un modo perceptible.
Los efectos secundarios son calmantes y relajantes obrando como emolientes, observándose después de la salida del baño y cuando la reacción se verifica de un modo gradual que todas las funciones se desempeñan con más facilidad, energía, viveza y libertad que antes si bien suele encontrarse uno más pesado después del baño.
Su abuso pone la piel floja y descolorida, predispone y las enfermedades linfáticas y a las nerviosas: no deben usarse con gran frecuencia sin oír antes el parecer del médico.

## Baños calientes
Son aquellos en los que el agua marca más de 26° y nunca deben tomarse sin el dictamen de un facultativo pues que solo se emplean como medio curativo. Los efectos primitivos que producen son excitantes, bastante parecidos a los que causa el calórico aislado cuando obra sobre todo el cuerpo, a saber: al entrar en el baño se aceleran la respiración y la circulación, la piel se pone colorada, se hinchan las venas superficiales y sobreviene un movimiento de expansión pareciendo que se aumenta el volumen del cuerpo.
La cabeza está pesada y hay manifiesta propensión al sueño y de allí a poco, como a los diez minutos de estar en el baño, se inunda el cuerpo de sudor que corre en gran abundancia y se disminuye el apetito y las fuerzas musculares.
Al salir del baño, el volumen del cuerpo ha disminuido, según el tiempo que ha permanecido en él. Se cansa uno mucho y suele haber fatiga y una flojedad suma. Pero cuando la temperatura es demasiado elevada, al mismo tiempo que se experimenta una sensación de calor, la piel se comprime y se siente un extremecimiento como el que causa el frío: la boca se pone pastosa, la sed es ardiente, la cabeza está pesada, sobreviene opresión, palpitaciones, vértigos, desmayos.
Estos baños, cuando se usan como medio curativo, es por los efectos excitantes que producen, capaces de ocasionar una inflamación, por lo que convienen siempre que se quiera producir una viva excitación general, facilitar ciertas erupciones cutáneas, producir alguna revulsión a la piel o promover la excitación cutánea. Hay algunos que no pueden entrar en un baño caliente sin experimentar una opresión fuerte y si esta sensación es dolorosa en extremo, deben resignarse a no usar sino medios baños en que el agua llega cuando más al hueco del estómago o epigastrio.

## Baños parciales
Los baños parciales puede decirse que no se usan sino como medios de curacón y reciben las denominaciones de semicupios, baños de asiento, maniluvios, pediluvios, baños de afusión, de lluvia, de inmersión o de sorpresa y de chorros fríos.
- Semicupio. Son aquellos en los quo el agua no llega más que al ombligo: se usan generalmente cuando se quiere producir sobre una parte del cuerpo el mismo efecto que produciría el baño general sobre la totalidad o bien facilitar las funciones del órgano cutáneo.
- Baños de asiento. En estos el agua solo cubre las caderas y parte superior de los muslos, quedando lo restante del cuerpo libre del contacto del agua: se usan siempre que se quiere obrar sobre la vitalidad modificada anormalmente de alguno de los órganos contenidos en el bajo vientre. En las partes que se sumergen en el agua es donde se hacen sentir los perniciosos efectos caso de hacer un uso excesivo de estos baños siendo aquellos de la misma naturaleza que los que hemos referido podrían resultar del abuso de los baños generales. Se toman en unas pilas a propósito en las cuales puede estar el sujeto sentado.
- Maniluvios. Se da este nombre a la inmersión de las manos en el agua la cual puede tener diversa temperatura. Cuando fríos, se usan como repercusivos para impedir el desarrollo de una inflamación como, por ejemplo, en el panadizo o al principio de una contusión, en cuyo caso es necesaria que las partes permanezcan por mucho tiempo en el agua y se cuidará de renovar esta con frecuencia a fin de que la temperatura sea constantemente uniforme. Para el empleo de estos baños se echa mano de vasijas largas y estrechas en que pueda estenderse el brazo desde el codo en toda su longitud y permanecer en este estado lo más media hora.
- Los pediluvios, o sea el baño de pies, en los que tan solo se sumergen estos dentro del agua, producen diversos resultados según la temperatura de que goza dicho líquido, pues si son fríos su efecto es repercusivo o sea apartando los líquidos del punto sobre que obra el agua del propio modo que hemos indicado en los maniluvios. Cuando se quiere conseguir el efecto excitante se toman los pediluvios calientes permaneciendo en ellos lo más diez minutos pues producen en pequeño igual resultado que el baño caliente; pero si, por el contrario, se necesita obren como un eficaz derivativo, se prolongará hasta un cuarto de hora o media hora si no son muy fuertes y así es como se usan con buen éxito en la gota mal situada, en ciertas afecciones de cabeza, en los dolores de ojos y oídos o para estitar la menstruación.
- En los baños de afusion se coloca al sujeto en un baño templado y se vierte agua fría sobre la cabeza o cualquier otra parte enferma.
- Para dar los baños de lluvia, llamados también chorros escoceses, se pone al enfermo encerrado en una especie de garita cubierta con una cortina, por encima un depósito agujereado como una criba, y se echa el agua según se desea sobre el cuerpo del individuo que se expone a su acción.
- Los baños de inmersión o de sorpresa en los que se coloca el sujeto en una sábana o en una especie de hamaca y se hace que pase rápidamente todo el cuerpo o sin meter la cabeza por agua caliente o fría, según los casos, producen brillantes resultados, lo mismo que los de lluvia, en las enfermedades nerviosas.
- Los chorros fríos obran con tanta más fuerza cuanto más gruesos son y mayor el impulso con que salen. En ellos podemos disponer de un medio excitante que puede ser doloroso si se prolonga demasiado. El chorro, si su duración es momentánea, obra como excitante, por sobrevenir inmediatamente después la reacción; pero si es prolongada, lo verifica entonces como calmante y estupefaciente. Se llama:
  - chorro descendente el que cae de arriba abajo
  - ascendente el que se dirige de abajo arriba,
  - lateral aquel cuya dirección se aproxima más o menos a la horizontal. Se usa en todos los casos en que el estado del enfermo o la posición del órgano afectado no permita la aplicación de los otros dos.

La aplicación de cualquiera especie de baños parciales deberá ser en un todo conforme con lo prescrito por el facultativo que haya dispuesto su uso, pues sin orden de aquel de ninguna manera debe nadie sujetarse a su influjo.